# Satellite in the Sky
Satellite in the Sky is een Britse Engelstalige sciencefictionfilm uit 1956. De film is geregisseerd door Paul Dickson. Satellite in the Sky was de eerste Britse sciencefictionfilm, die was gemaakt met cinemascope beeldjes en de eerste Britse sciencefictionfilm die in kleur was.

## Verhaal
Een team van astronauten, verslaggevers en wetenschappers gaan vanuit Engeland de ruimte in met een raket die ook een satelliet is. Hun missie is om een nieuwe bom uit te testen, maar de bom komt niet los van de raket en de passagiers hebben nog maar enkele uren te leven of ze moeten de bom weghalen.

## Acteurs
| Acteur             | Personage              |
| ------------------ | ---------------------- |
| Kieron Moore       | Michael Haydon         |
| Lois Maxwell       | Kim Hamilton           |
| Donald Wolfit      | prof. Merrity          |
| Bryan Forbes       | Jimmy Wheeler          |
| Jimmy Hanley       | Larry Noble            |
| Barry Keegan       | Lefty Blake            |
| Donald Gray        | kapitein Ross          |
| Thea Gregory       | Barbara Noble          |
| Shirley Lawrence   | Ellen                  |
| Alan Gifford       | Galloway               |
| Walter Hudd        | prof. Blandford        |
| Peter Neil         | Tony                   |
| Ryck Ridon         | Rick Ridon (reporter)  |
| Ronan O'Casey      | een reporter           |
| Robert O'Neil      | een reporter           |
| Charles Richardson | Barnett                |
| Carl Jaffe         | prof. Bechstein        |
| John Baker         | een belangrijk persoon |
| Alastair Hunter    | een monteur            |
| Trevor Reid        | een monteur            |